# Kristyn Wong-Tam
Kristyn Wong-Tam (chinois : 黃慧文) (née en 1971) est une femme politique provinciale canadienne de l'Ontario. Elle est députée provinciale néo-démocrate de la circonscription ontarienne de Toronto-Centre depuis 2022.

## Biographie
Née à Hong Kong,, Wong-Tam grandit dans une famille bouddhiste et immigre à Toronto avec sa famille en 1975. D'abord installée dans le quartier de Regent Park, la famille s'installe par la suite en banlieue. Elle devient agent immobilière et propriétaire d'une franchise Timothy's (en) dans le village gai Church and Wellesley, ainsi que propriétaire de KWT (auparavant XEXE), une galerie d'art contemporaine à l'angle des rues Bathurst et Richmond West,.

## Activisme
Réalisant son coming out à l'âge de 16 ans alors qu'elle fréquentait l'école secondaire, elle participe à plusieurs activités liées à la communauté LGBTQ, canado-asiatique, Chinese Canadian National Council (en) pour fonder le Asian Canadians For Equal Marriage et la société de développement commercial du quartier Church and Wellesley. En 2011, l'organisme coopère avec le Lesbian Gay Bi Trans Youth Line (en) à l'établissement d'un prix en l'honneur de l'artiste Will Munro (en) afin de favoriser les projets d'arts communautaires.

## Politique

### Municipal
Lors de l'élection municipal de 2010 (en), elle remplace le conseiller Kyle Rae (en) dans le district torontois du Ward 27. Elle remporte contre Ken Chan par une marge d'environ 400 votes après avoir reçu l'appui du conseiller Adam Vaughan, de l'infirmière de rue Cathy Crowe et de l'auteure Michele Landsberg.
Lors d'un entretien avec le Toronto Sun à la suite de l'élection, elle indique vouloir regarder vers l'avant et travailler avec le maire et, en ce sens, appuie le maire Rob Ford dans son initiative d'abolir la taxe sur les véhicules personnels et la taxe de cession immobilière. Le journal indique aussi qu'elle n'a pas renouvelé son abonnement avec les Néo-démocrates afin de ne pas être catalogués, comme plusieurs nouveaux conseillers, sous cette étiquette.
Elle est réélue pour un second mandat en 2014 (en) et à nouveau en 2018 (en) dans un district aux frontières modifiées en raison de la réduction du nombre de conseillers opérée par le gouvernement provincial progressiste-conservateur de Doug Ford. À ce moment, Wong-Tam désigne cette coupe comme extrêmement anti-démocratique et une prise de contrôle de la ville de Toronto. Elle déclare également qu'une plus grande concentration des pouvoirs ne se traduit pas par un meilleur gouvernement.

### Provincial
En avril 2022, Wong-Tam et la cheffe néo-démocrate Andrea Horwath annoncent sa candidature pour Toronto-Centre. Elle remporte l'élection générale de juin 2022.